# إدريس (اسم)
إِدْرِيس هو اسم علم مذكر من أصل سامي، ومعناه هو والظهور والوضوح، اشتهر الاسم من نبي الله إدريس ، سُمي به لغزارة علمه وكثرة دراسته.ورد اسم إدريس في القرآن الكريم، قال تعالى في سورة مريم ﴿وَاذْكُرْ فِي الْكِتَابِ إِدْرِيس﴾.

## شخصيات تحمل الاسم
- إدريس (نبي)

- إدريس أبركان

- إدريس أبكر

- إدريس أبو بكر
- إدريس أحمد عبد القادر
- إدريس الأزمي الإدريسي
- إدريس الأسمر
- إدريس البدليسي
- إدريس البصري
- إدريس البنا
- إدريس التمسماني
- إدريس الثاني
- إدريس الجزائري
- إدريس الحداد
- إدريس الحريشي
- إدريس الحيمر
- إدريس الخرشاف
- إدريس الخوري
- إدريس الدباغ
- إدريس الروخ
- إدريس السامي بالله
- إدريس السغروشني
- إدريس السلاوي
- إدريس الشاعري
- إدريس الشرادي
- إدريس الشرايبي
- إدريس الشيخي
- إدريس الصديقي
- إدريس الصغير
- إدريس الضحاك
- إدريس العالي بالله
- إدريس العلوي المدغري
- إدريس العمراوي
- إدريس القندوسي
- إدريس الكراوي
- إدريس الكنبوري
- إدريس المأمون
- إدريس المتأيد بالله
- إدريس المحيرصي
- إدريس المرابط
- إدريس المريني
- إدريس المسماري
- إدريس الملياني
- إدريس الميزوني
- إدريس الناقوري
- إدريس الواثق
- إدريس ألوما
- إدريس اليزمي
- إدريس أوضاحي
- إدريس أوعويشة
- إدريس أوين
- إدريس إلبا
- إدريس إسكندر المتوكل على الله شاه

- إدريس باثا
- إدريس بارزاني
- إدريس بال
- إدريس باموس
- إدريس برايس
- إدريس برحال
- إدريس بك راغب
- إدريس بلعمري
- إدريس بلمليح
- إدريس بن الحسن العلمي
- إدريس بن الكوري
- إدريس بن الماحي القيطوني
- إدريس بن اليمان
- ادريس بن بيدكين التركماني
- إدريس بن جعفر الزكي
- إدريس بن زكري
- إدريس بن زكري (حارس مرمى)
- إدريس بن عبد الرحمن الخنجري
- إدريس بن عبد الله
- إدريس بنعلي
- إدريس بنعمر
- إدريس بن قتادة
- إدريس بنهيمة
- إدريس بن وطبان المريدي
- إدريس بوسكين
- إدريس بويسف الركاب
- إدريس تمر
- إدريس تيتي
- إدریس جرادات
- إدريس جطو
- إدريس جماد
- إدريس جونز
- إدريس جيدان
- إدريس خالد
- إدريس خان
- إدريس داود سلمان
- إدريس ديبي
- إدريس ديليون
- إدريس رحمن
- إدريس سعدي
- إدريس شاه
- إدريس شاهين
- إدريس شحتان
- إدريس شويكة
- إدريس عبد الكريم
- إدريس عبد الوكيل
- إدريس علي
- إدريس علي (سياسي)
- إدريس عماد الدين
- إدريس عيسى
- إدريس غولوج
- إدريس فتوحي
- إدريس فضيل
- إدريس فيليبس
- إدريس قيقة
- إدريس كانو
- إدريس كريمي
- إدريس كسيكس
- إدريس كنو
- إدريس لشكر
- إدريس لكريني
- إدريس مبومبو
- إدريس محمد
- إدريس محمد جماع
- إدريس محمدي
- إدريس مرشد العزم شاه
- إدريس مرون
- إدريس مزاوياني
- ادريس مصطفى انيدي
- إدريس مقبول
- إدريس موسى علمي
- إدريس موسعيد
- إدريس نبي تاشكين
- إدريس هادي صالح
- إدريس هاني
- إدريس هوبكينز
- إدريس هوسيتش
- إدريس وادا
- إدريس ود الأرباب